# Лімончело

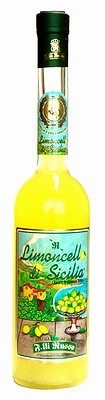

Лімонче́ло (італ. Limoncello) — італійський лимонний лікер. Здебільшого виробляється в південній Італії, зокрема, на узбережжі Амальфі, на острові Капрі, у Сицилії, Сардинії.
Виготовляють методом настоювання на спирті лимонної шкірки (цедри), тому в лімончелло міститься велика кількість вітаміну C. Термін настоювання — зазвичай 3–5 днів, до побіління лимонних шкірок. Також до складу напою входять спирт, вода та цукор. Заключною стадією виробництва є емульсифікація напою в спеціальних машинах.
В Італії лімончелло — найпопулярніший місцевий напій після кампарі. Лікер вживають і в чистому вигляді, як дигестив і як столовий напій або десерт, і як компонент коктейлів. Лімончело п'ють охолодженим з маленьких високих чарок, які попередньо витримують у морозильній камері, щоб стінки вкрилися тонким шаром льоду. Іноді лід додають в сам лікер. Найчастіше ресторани готують власний лікер з унікальним смаком.

## Основні бренди лімончелло
- Limoncello di Sicilia — Russo
- Caravella Limoncello
- Limoncello di Capri
- Villa Massa
- Luxardo
- Pallini Limoncello
- Bella Verde
- Lemoncello Toschi
- Limonce'

## Рецепти
- Limoncello Recipe [Архівовано 11 листопада 2012 у Wayback Machine.](англ.)